# Angelo Dibona
Angelo Dibona, né le 7 avril 1879, à  Cortina d'Ampezzo et mort dans la même ville le 21 avril 1956, est un alpiniste et guide de haute montagne autrichien puis italien à la suite de la Première Guerre mondiale.
Il fut, avec ses clients les frères Guido et Max Mayer originaires de Vienne, l'un des pionniers de l'escalade de difficulté avant la Première Guerre mondiale. Il fut l'un des premiers à utiliser des pitons, ce qui déclencha des polémiques avec le puriste Paul Preuss. Il en utilisa 15 au cours de sa carrière : « six à la face nord de la pointe Laliderer, deux au Croz dell'Altissimo, un à la Cima Una, et les autres dans d'autres escalades difficiles ».

## Premières ascensions

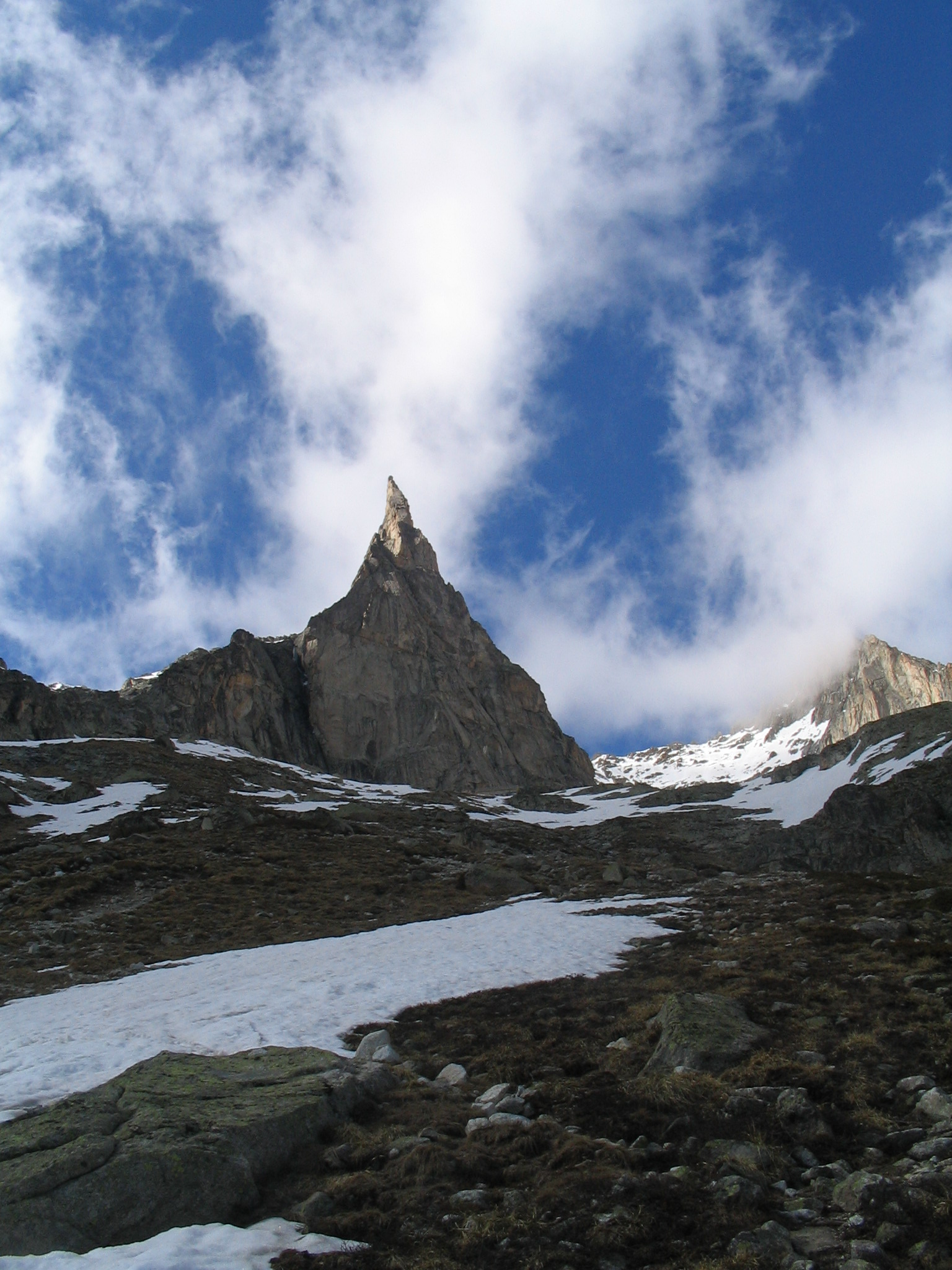
L'aiguille Dibona, dans le massif des Écrins nommée en l'honneur d'Angelo Dibona qui la gravit pour la première fois en 1913

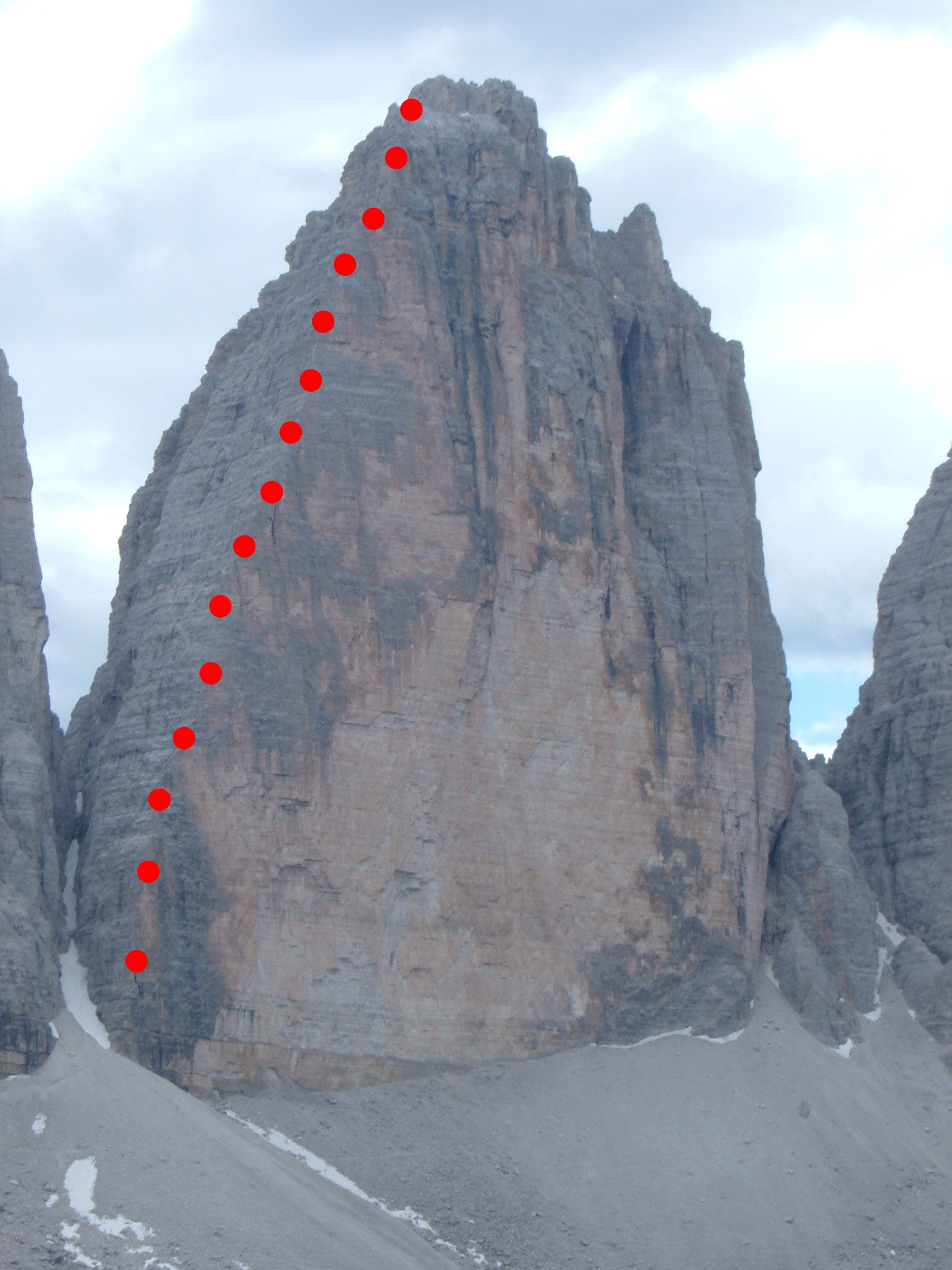
Spigolo nord-est de la Cima Grande di Lavaredo.

- 1908 - Face ouest de la Roda di Vaèl  dans le massif du Catinaccio
- Face nord de la Cima Una
- 1910 - Face sud-ouest du Croz dell'Altissimo dans le massif de Brenta, le 16 août
- 1912 - Face sud de  la Meije (voie Dibona-Mayer) dans le massif des Écrins avec le guide Luigi Rizzi, Guido Mayer et Max Mayer
- 1913 - Pain de Sucre du Soreiller, devenu Aiguille Dibona, dans le massif des Écrins, le 27 juin
- 1913 - Arête de Coste-Rouge à l'Ailefroide avec Guido Mayer, le 1er juillet
- 1913 - Face nord-ouest (voie Mayer-Dibona) du  dôme de Neige des Écrins
- 1913 - Arête nord-est de la dent du Requin dans le massif du Mont-Blanc, le 23 août
- Spigolo nord-est de la  Cima Grande di Lavaredo

### Documentaire
- Angelo Dibona Alpinista e Guida de Francesco Masutti et Vinicio Stefanello (2006)